# Waldemar van Pruisen (1868-1879)

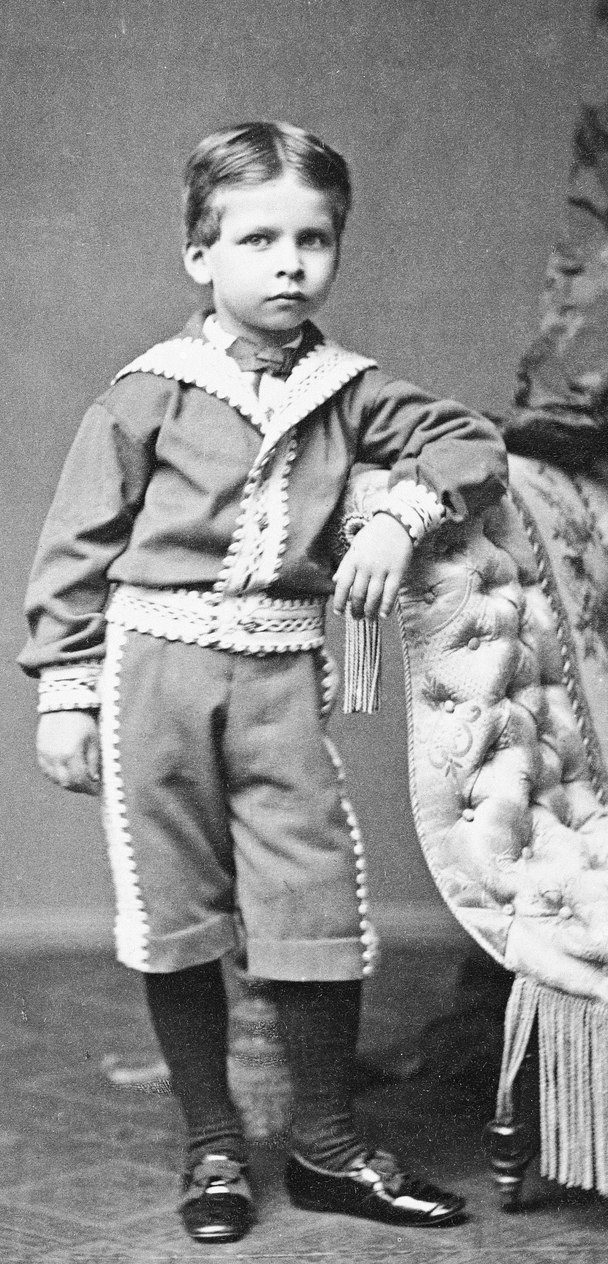
Prins Waldemar van Pruisen

Joachim Frederik Ernst Waldemar van Pruisen  (Potsdam, 10 februari 1868 - Berlijn, 27 maart 1879) was de vierde zoon en het zesde kind van Keizer Frederik III van Duitsland en van Victoria van Saksen-Coburg en Gotha, de oudste dochter van koningin Victoria van het Verenigd Koninkrijk. 
Hij was een intelligent kind en maakte vlotte voortgang op school. Hij gold dan ook als het lievelingskind van zijn ouders. Waldemar overleed op 11-jarige leeftijd aan de gevolgen van difterie. Zijn lichaam werd bijgezet in de Friedenskirche in Sanssouci (Potsdam) bij dat van zijn broer Sigismund. 
Zijn grootmoeder, koningin Victoria, schreef over hem aan haar kleindochter Victoria Maria van Hessen-Darmstadt: "But oh! This dreadful new misfortune breaking out in your dear aunt Vicky's family - and taking away her dear, clever, promising boy Waldie! Too, too awful!
Prins Hendrik, een oudere broer van Waldemar, vernoemde zijn oudste zoon naar het jongere broertje.